# روس قيشلاق
روس قيشلاق هي بلدة في مقاطعة كتاب في ولاية قشقداريا في أوزبكستان.